# Lampredotto

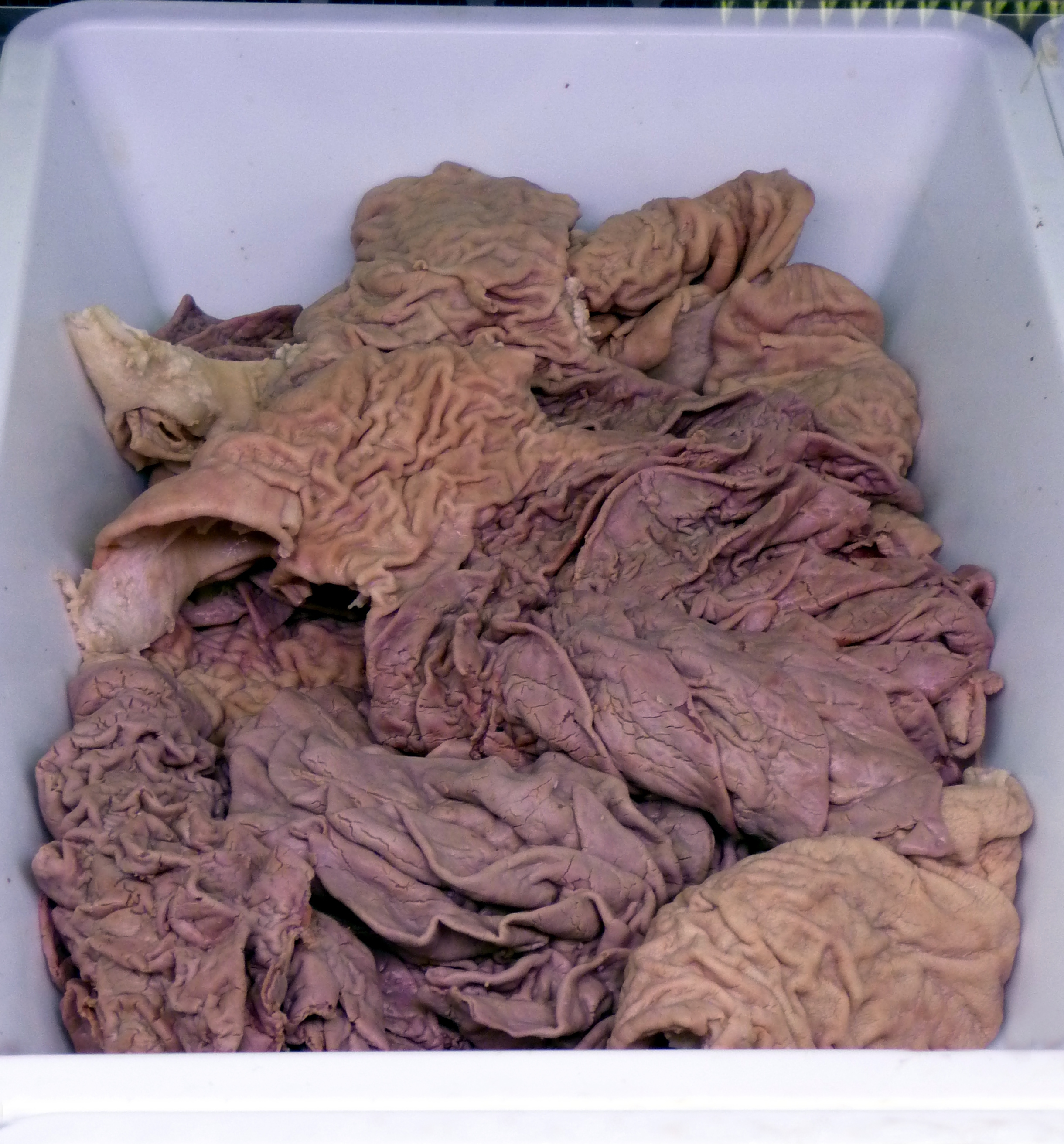
Vorgekochter Lampredotto (Labmagen) beim Metzger

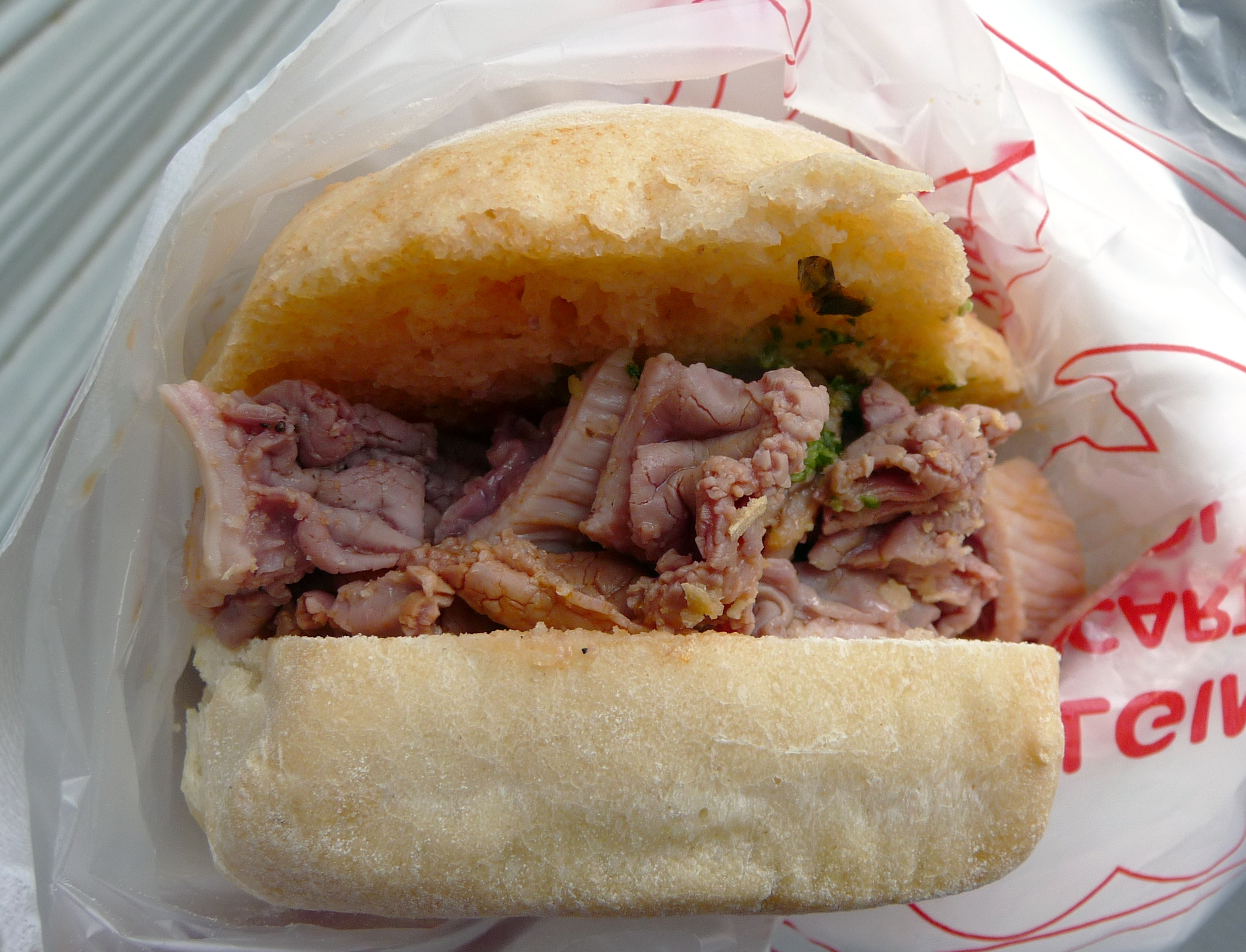
Brötchen mit Lampredotto

Lampredotto ist eine kulinarische Spezialität aus der toskanischen Stadt Florenz. Das Gericht ist mit den Kutteln (italienisch Trippa) verwandt, besteht jedoch nicht wie diese aus Pansen, Netz- und Blättermagen, sondern aus dem dunkleren und zarteren Labmagen des Rindes.
Die kulinarische Verwendung dieser Innerei beschränkt sich in Italien fast ausschließlich auf die Stadt Florenz. Der Labmagen wird in einer Brühe mit Tomaten, Zwiebeln und Petersilie gekocht. Danach wird er entweder in der Art des Bollito misto angerichtet, oder, auf typisch florentinische Art, als Zwischenmahlzeit gegessen. Diese wird in Florenz traditionell von den Kuttelverkäufern (trippai), neben dem Hauptgericht Kutteln auf Florentiner Art angeboten. Der Lampredotto wird kleingeschnitten und in runde Brötchen (Panino) gefüllt. Als Würze kann man in der Regel zwischen grüner Kräutersauce oder scharfer Sauce wählen. Ein guter Begleiter ist ein Glas junger Chiantiwein.
In der Florentiner Innenstadt gibt es heute etwa 10 trippai.